# Santo Antônio do Jardim
Santo Antônio do Jardim là một đô thị ở bang São Paulo của Brasil. Đô thị này nằm ở vĩ độ 22º11'34" độ vĩ nam và kinh độ 46º44'48" độ vĩ tây, trên khu vực có độ cao 850 m. Dân số năm 2004 ước tính là 6.394 người.